# Oleria rubescens
Oleria rubescens là một loài bướm ngày thuộc họ Nymphalidae. Nó được tìm thấy ở México, phía nam đến Panama và Costa Rica.
Sải cánh dài 49–50 mm.
Ấu trùng ăn Solanum siparunoides.